# Онєгін Олександр Федорович
Олекса́ндр Федорович Онє́гін (О́тто) (1845, Царське Село — 24 березня 1925, Париж) — російський колекціонер, що все своє життя присвятив збиранню рукописів, листів, сімейних реліквій та інших речей, пов'язаних з життям і творчістю О. С. Пушкіна. Створив у Парижі у власній квартирі перший в світі музей Пушкіна, пізніше всю його колекцію було перевезено до Росії.

## Біографічні відомості
Народився у 1845 році в Царському Селі (зараз місто Пушкін), за паспортом — «петербурзький мещанин», імовірно, був незаконнонародженим нащадком династичної фамілії. Від своєї виховательки та хрещеної матері прийняв прізвище Отто, хоча й не був нею усиновлений. З 1866 року почав називати себе Онєгіним на честь пушкінського героя, а в 1890 р. указом імператора Олександра III отримав право офіційно мати прізвище Онєгін.
В 1879 році виїхав з Росії та оселився в Парижі, де потім прожив усе життя, займаючись колекціонуванням пушкінських реліквій.
На початку 1880-х років у трьох кімнатах своєї квартири на вул. Маріньян, 25 створив музей на основі свого зібрання. Особливе значення в поповненні колекції музею мала дружба з П. В. Жуковським, сином поета В. А. Жуковського, з І. С. Тургенєвим та зв'язок з великими антикварними й букіністичними фірмами Європи та Росії.
В 1887 році в Парижі зустрічався з Жоржем Дантесом.
В 1909 році уклав договір, згідно з яким після його смерті вся колекція повинна перейти у надбання Російської Академії Наук.
Помер 24 березня 1925 р. в Парижі.

## Паризький музей
О. Ф. Онєгін фактично створив прообраз Пушкінського Дому: паризький музеї складався з рукописного, музейного та бібліотечного відділень.
В 1880-х роках П. В. Жуковський передав у колекцію 60 рукописів Пушкіна, документи свого батька, що мали відношення до дуелі й останніх днів поета, план квартири на Мойці, посмертну маску, малюнки Жуковського та Ф. Бруні, що відобразили тіло Пушкіна під час прощання, записки доктора В. І. Даля та І. Т. Спасського та інші предмети.
Згодом колекція поповнилася дарами художників А. Н. Бенуа й І. Ю. Крачковського, скульпторів М. М. Антокольського, С. Д. Меркурова й П. Трубецького; від нащадків О. Й. Смирнової та Є. П. Ростопчиної отримані сімейні реліквії.
Літературне зібрання музею містило більш, ніж 800 назв: всі прижиттєві видання творів Пушкіна, майже повне зібрання літератури про Пушкіна, яка була видана в XIX столітті, альманахи часів Пушкіна, переклади його творів, альбоми з вирізками журнальних і газетних статей.
Пізніше П. В. Жуковський передав Онєгіну частину батьківської бібліотеки, близько 400 томів, і власний архів, в якому знаходились такі цінності, як листування поета (близько 2000 листів), рукописи, альбоми малюнків В. А. Жуковського, А. П. Єлагіної, О. А. Воєйкової та М. А. Мойєр. Від Жуковського перейшли Онєгіну портрети друзів та знайомих Пушкіна, роботи К. П. Брюллова, А. П. Брюллова, Г. фон Рейтерна, Ф. А. Моллера, Е. Бушарді, В. Гау, малюнки М. О. Бестужева, М. Ю. Лермонтова, О. А. Іванова, О. А. Кіпренського, Т. Г. Шевченка. Збереглися листи Онєгіну від І. С. Тургенєва, письменник передав Олександру Федоровичу близько 40 фотографій, зібрання творів з дарчими написами, портрети. Поступово квартира на вул. Маріньян перетворилася на музей, присвячений російській літературі в цілому, обсяг бібліотеки збільшився до більш, ніж 3500 томів. У антикварів і букіністів були придбані видання з автографами І. С. Аксакова, Я. П. Полонського, Ф. М. Глінки, А. А. Дельвіга, М. М. Сперанського, О. К. Толстого, а також Дж. Байрона, Л. Бетховена, Р. Вагнера, П. Меріме, Г. Гейне, А. Міцкевича, Р. Шумана, Ф. Ліста, Е. Золя.
Музей Онєгіна був популярним в Парижі, але більш відомим був у російських мандрівників і вчених, хоч власник спочатку неохоче допускав до занять в своєму музеї, колекція якого утримувалась завжди в ідеальному порядку. В 1908 році музей відвідав історик літератури, відомий пушкініст Б. Л. Модзалевський, якого було командировано Комісією з будівництва пам'ятника О. С. Пушкіну в Санкт-Петербурзі. Вчений склав опис матеріалів музею та опублікував його після повернення до Росії.
В перші роки після революції 1917 року квартира колекціонера стала своєрідним символом Росії та духовним притулком для емігрантів, в спеціальному альбомі Онєгіна є автографи тієї пори — І. О. Буніна, К. Д. Бальмонта, Т. П. Карсавіної, О. Ф. Керенського, В. М. Коковцова, П. М. Мілюкова, М. К. Реріха.

## Придбання колекції Російською академією наук
З віком пристрасть до колекціонування не згасала у О. Ф. Онєгіна, але він почав шукати спосіб зберегти зібрання для нащадків. Він не хотів, щоб цей музей, що десятиліттями створювався на чужині і російський за змістом, залишався за межами Росії, тому все більш схилявся до думки передати його російським державним установам.
В 1907 році російський міністр фінансів граф В. М. Коковцов поставив питання про придбання колекції для заснованого двома роками раніше Пушкінського Дома в Санкт-Петербурзі. 15 травня 1909 року з Онєгіним був укладений договір, згідно з яким колекція перейшла у державну власність Росії з умовою довічного користування нею Онєгіним. Він, у свою чергу, зобов'язаний був допускати до музею співробітників, що будуть направлятися Комісією з видання творів О С. Пушкіна при Академії Наук і надавати фотокопії рукописів на вимогу Комісії. Колекціонерові було виплачено 10 000 рублів одноразово і призначена довічна пенсія в 6000 рублів щороку на поповнення колекції. Виплати здійснювалися до 1918 року, поки не був перерваний зв'язок з Парижем.
Після революції в Росії рішення Онєгіна не змінилося. В 1920 році він написав заповіт, який підтвердив право Російської академії наук на зібрання, сийскойї Академії Наук на збори, заповідав Академії й капітал, що залишиться після його смерті. Заповіт передбачав також усі заходи безпеки, необхідні під час перевезення майна до Росії. Після встановлення радянським урядом відносин з Францією, 7 грудня 1922 року Онєгіну було виплачено 100 000 франків і колекція перейшла у власність РРФСР. Акт остаточної передачі зібрання Онєгіна представнику АН СРСР відбувся 26 жовтня 1927 року в Парижі, а в наступному році майно було перевезено до Ленінграду. В Пушкінському Домі була влаштована виставка найбільш примітних експонатів.
Згодом єдине колись зібрання було роз'єднане, нині частина експонатів знаходиться в Державному музеї О. С. Пушкіна в Москві, бібліотеці Академії наук, Державному Ермітажі. В 1995–1997 роках в Пушкінському Домі була організована виставка «Тінь Пушкіна мене усиновила…», присвячена ювілею Пушкінського Дома і 150-річчю з дня народження О. Ф. Онєгіна. На виставці музейні колекції були тимчасово возз'єднані.